# John Banks (auteur)
Pour les articles homonymes, voir John Banks.
John Banks (mort en 1706) était un auteur dramatique anglais de la Restauration anglaise. Il se spécialisa dans les drames historiques, traités sous la forme de tragédies féminines. Deux de ses pièces furent interdites à cause de leurs liens, réels ou supposés, avec la situation politique du moment.
On ne connaît quasiment rien de la jeunesse de Bank, sa date de naissance, autour de 1650, a été estimée à partir de sa biographie ultérieure. Il étudia le droit à « New Inn », une des « Inns of Chancery » mineures dépendant du Middle Temple. La première pièce de Banks fut The Rival Kings (1677), imitée de The Rival Queens de Nathaniel Lee écrite la même année, et tirée presque entièrement de Cassandre de La Calprenède. La scène se passe à Babylone. Cette pièce fut reçue et jouée au Théâtre de Drury Lane. Banks produisit ensuite The Destruction of Troy sur un thème déjà exploité par Shakespeare (Troïlus et Cressida en 1602) et par Heywood (Iron Age en 1632). Cette pièce de Banks fut mise en scène par la Duke's Company au théâtre de Dorset Garden en novembre 1678 et imprimée l'année suivante. Son The Unhappy Favourite, or the Earl of Essex (1682), qui se passe à Londres, fut son premier grand succès. Cette œuvre conte le destin tragique du comte d'Essex, thème qui avait déjà été traité par La Calprenède en 1639, et par Thomas Corneille et Claude Boyer en 1678. John Dryden en écrivit le prologue et l'épilogue. Cette pièce, bien que mal écrite, montra sa capacité extraordinaire à soulever l'émotion du public. Bien que Banks pensât sans doute que ce succès était le premier d'une longue série, il resta un écrivain malhabile capable pourtant de créer parfois des drames puissants.
Sa pièce suivante, The Innocent Usurper, or the Death of the Lady Jane Gray, basée sur la vie de Lady Jane Grey, fut refusée à la fois par la King's Company et la Duke's Company, qui la trouvèrent trop grossière. Sa tentative suivante, The Island Queens, or the Death of Mary Queen of Scotland (1684), fut interdite pour des raisons politiques. Banks publia cette pièce en 1686, et elle fut finalement mise en scène sous le titre de The Albion Queens, vingt ans après sa création, connaissant alors un grand succès.
Banks ne se réessaya pas au drame avant 1692, où sa Virtue Betrayed, or Anna Bullen fut un autre succès. Elle s'avéra être sa pièce la plus populaire, car elle fut jouée jusqu'en 1766. Le personnage principal est Anne Boleyn, orthographiée ici Anna Bullen, seconde épouse d'Henry VIII. Celle-ci est présentée comme une femme vertueuse, victime de toute une série d'intrigues de cour. Bien que fidèle au roi, ses ennemis l'accusent d'adultère, et la pièce s'achève sur son exécution. Il tenta de nouveau en 1693 de faire jouer The Innocent Usurper, mais cette seconde tentative échoua encore, sous le prétexte qu'elle portait atteinte au gouvernement du moment. Banks, dans sa dédicace, se défendit de ces insinuations en indiquant que cette pièce avait été écrite dix ans auparavant, et qu'elle ne pouvait donc pas faire référence au gouvernement actuel. La pièce demeura interdite, mais Banks réussit malgré tout à la faire publier en 1694. Son dernier drame fut intitulé Cyrus the Great, or the Tragedy of Love, inspiré par Artamène ou le Grand Cyrus de Madeleine de Scudéry. Les compagnies théâtrales s'opposèrent à sa mise en scène, considérant qu'elle était de trop médiocre qualité. Pourtant, une fois mise en scène par la King's Company au théâtre de Lincoln's Inn Fields, elle connut le succès. Les représentations ne durèrent pourtant que quatre jours, l'acteur Smith, qui détenait un rôle important, tomba malade et mourut le quatrième jour, et la pièce ne fut pas reprise.
Dans toutes ses tragédies, Banks se concentrait sur son personnage féminin central, faisant de sa détresse et de son impuissance le noyau émotionnel de la pièce, une exposition tragique qui devint de plus en plus populaire sous le nom de tragédie féminine.
Banks composait en vers libres, ce qui plaçait ses pièces à l'écart du standard du drame héroïque du théâtre de la Restauration, qui était écrit par Dryden et les autres en distiques rimés, versification si caractéristique qu'elle fut connue par la suite sous le nom de « heroic couplet ».